# Corinna Everson
Corinna Everson, nata Kneuer (Racine, 4 gennaio 1958), è un'attrice ed ex culturista statunitense.
Sei volte campionessa a Ms. Olympia (1984, 1985, 1986, 1987, 1988 e 1989), è stata a lungo la culturista più vincente della storia, superando nel 1986 il record di titoli vinti appartenuto fino a quel momento a Rachel McLish. Il primato è stato poi battuto, 16 anni dopo, da Lenda Murray.
Annoverata tra le migliori culturiste di tutti i tempi, era soprannominata L'Arnold femmina per via dell'impatto sportivo e mediatico nel bodybuilding femminile degli anni ottanta del XX secolo. Ritiratasi da imbattuta, è la prima e unica competitrice di Ms. Olympia a non essere mai stata sconfitta durante la propria carriera professionale. Nel 1999 è stata introdotta nella IFBB Hall of Fame, la più prestigiosa hall of fame del culturismo mondiale. 
Dopo il ritiro ha intrapreso la carriera di attrice, prendendo parte a diversi progetti cinematografici e televisivi a cavallo tra gli anni novanta e duemila.

## Biografia
Corinna Kneuer nacque a Racine, città del Wisconsin, all'interno di una famiglia di origini tedesche. Da bambina alternò periodi nella città natale con altri nel piccolo comune di Bad Königshofen im Grabfeld, in cui il padre gestiva un birrificio di famiglia.
Frequentò la scuola media a Deerfield, nell'Illinois, e quindi l'Università del Wisconsin-Madison, dove praticò più discipline tra cui ginnastica, atletica leggera e badminton.

## Carriera nel culturismo
Durante gli studi all'Università del Wisconsin-Madison conobbe il culturista e futuro marito Jeff Everson, che la esortò a intraprendere la carriera di bodybuilder. Dopo la laurea si focalizzò definitivamente nel culturismo e iniziò a partecipare a concorsi regionali e statali sia come singolo che assieme al fidanzato Jeff.

## Gare disputate e piazzamenti

### Dilettantismo
- 1980 Ms. Mid America - 1ª classificata (Tall e assoluta)
- 1980 American Couples - 3ª classificata (con Jeff Everson)
- 1981 Ms. Midwest Open - 1ª classificata (Tall e assoluta)
- 1981 Ms. Central USA - 1ª classificata (pesi massimi e assoluta)
- 1981 Couples America - 1ª classificata (con Jeff Everson)
- 1981 American Championships - 11ª classificata (pesi medi)
- 1982 Ms. East Coast - 1ª classificata (pesi medi)
- 1982 Bodybuilding Expo III - 2ª classificata (pesi medi)
- 1982 Bodybuilding Expo Couples - 2ª classificata (con Jeff Everson)
- 1982 AFWB American Championships - 5ª classificata (pesi massimi)
- 1982 IFBB North American -  1ª classificata (pesi medi e assoluta)
- 1982 IFBB North American Mixed Pairs - 1ª classificata
- 1983 Bodybuilding Expo IV - 1ª classificata (pesi medi e assoluta)
- 1983 Bodybuilding Expo Mixed Pairs - 1ª classificata
- 1983 U.S. Bodybuilding Championships Couples - 1ª classificata (con Jeff Everson)
- 1983 AFWB American Championships - 8ª classificata (pesi massimi)
- 1983 NPC Nationals - 2ª classificata (pesi massimi)
- 1984 American Women's Championships - 1ª classificata (pesi massimi e assoluta)
- 1984 NPC Nationals - 1ª classificata (pesi massimi e assoluta)

### Professionismo
- 1984 IFBB Ms. Olympia - 1ª classificata
- 1985 IFBB Ms. Olympia - 1ª classificata
- 1986 IFBB Ms. Olympia - 1ª classificata
- 1987 IFBB Ms. Olympia - 1ª classificata
- 1988 IFBB Ms. Olympia - 1ª classificata
- 1989 IFBB Ms. Olympia - 1ª classificata